# Anaïs Napoleon

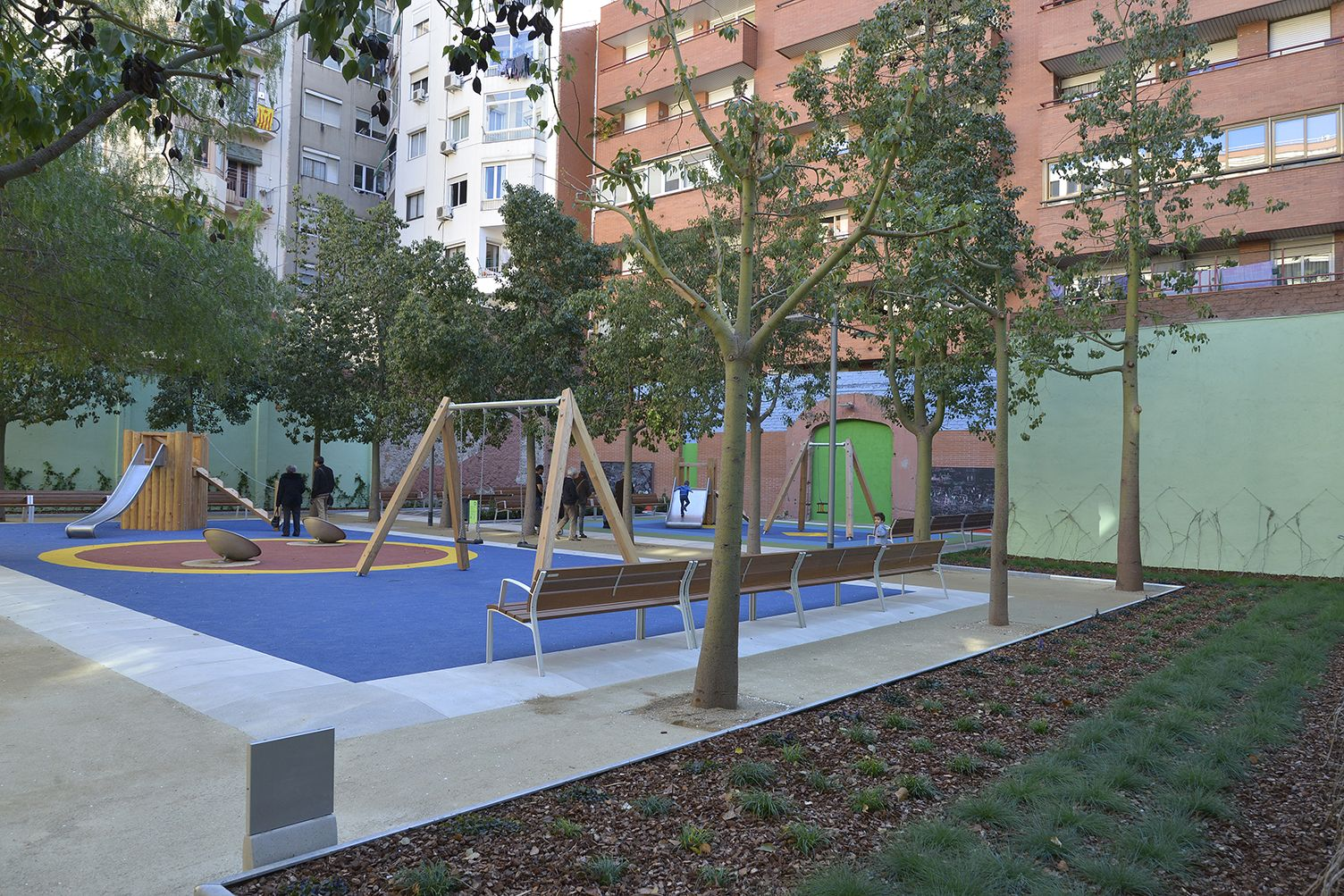
Jardins d'Anaïs Napoleon

Anne Tiffon Cassan (Narbona, 18 de març de 1831- Barcelona, 21 de juliol de 1912), més coneguda com a Anaïs Napoleon, va ser una fotògrafa franco-espanyola, una de les primeres professionals que van tenir, al segle xix, un estudi de fotografia. Juntament amb el seu marit, fundà la Companyia fotogràfica Napoleon, que treballà a Barcelona fins a la segona meitat del segle xx. És considerada una de les primeres dones que van fer daguerreotips a Espanya, especialitzant-se també en la confecció de targetes de visita que incloïen fotografies.

## Biografia
Filla d'Alexis Tiffon i Marie Cassan, que vivien a Narbona, Anne, que ja aleshores anomenaven Anaïs, es va traslladar a Barcelona amb la seva família cap al gener de 1846, on es desenvoluparia tota la seva carrera profesional. La família Tiffon va demanar permís per abandonar França amb destinació a València, permís que els va ser concedit el desembre de 1845 i que va fer que es traslladessin a la Rambla de Santa Mónica, 17, 1r pis, de Barcelona, el 1846, on finalment es van quedar. El seu pare era barber i pedicur, i donat que a la Barcelona vuitcentista els noms francesos estaven molt de moda, el pare va triar el nom de Napoleó per exercir la seva professió, aconseguint prestigi i una gran clientela. L'any 1893 es traslladaria a la Rambla de les Flors.
Anne Tiffon es va casar al 1850 amb Antonio Fernández Soriano (Albacete, 24 d'abril de 1827- Barcelona, 3 de febrer de 1916), que aleshores era militar i músic de contracta a Infanteria. I tres anys després va fundar una petita botiga de fotografia, situada en el segon pis del número 17 de la Rambla de Santa Mónica. El negoci, que s'inaugurà el 31 de juliol de 1853, s'especialitzà en retrats fotogràfics. Seria anomenat Compañía fotográfica Napoleon, prenent el nom del pare d'Anaïs i del rètol dels seus salons, que ja figuraven al balcó de la casa, un nom que conservaria la resta de la vida. Amb els anys, l'estudi fotogràfic seria un dels més prestigiosos de Barcelona.
El matrimoni va tenir set fills, alguns dels quals també participarien en el negoci de la fotografia. El 1882 va constituir una nova empresa fotogràfica en la qual participava també el seu fill granː «Antonio, Emilio i Ana Fernández, dits Napoleon». El 10 de desembre de 1896, es va fer la presentació del cinematògraf a l'estudi Napoleon, amb l'assistència dels mateixos germans Lumière; la família havia adquirit un aparell i va instal·lar a la planta baixa una sala de cinema, el Cinematògraf Napoleon, que inaugurà aquells dies i seria la primera estable de la ciutat. Poc després, el 1901, inaugurarien un altre cinema en un edifici de la seva propietat al Paral·lel, amb el nom de Cinema Lumière.
Morí el 21 de juliol de 1912 a l'edat de 82 anys, essent enterrada el dia 23 al cementiri de Montjuïc en el panteó familiar de la via de Santa Eulàlia, número 14, que el matrimoni havia fet construir el 1884. Després de la seva mort, la casa fotogràfica continuaria funcionant durant algunes dècades, fins a la seva desaparició el 1968.
La seva obra es conserva al Museu Frederic Marés de Barcelona i al Museu de la Ciència i la Tècnica de Terrassa.

## Reconeixements
L'any 2015 es van inaugurar els jardins d'Anaïs Napoleon en un interior d'illa al barri de Fort Pienc, amb entrada des del carrer de la Marina, 155.

## Galeria

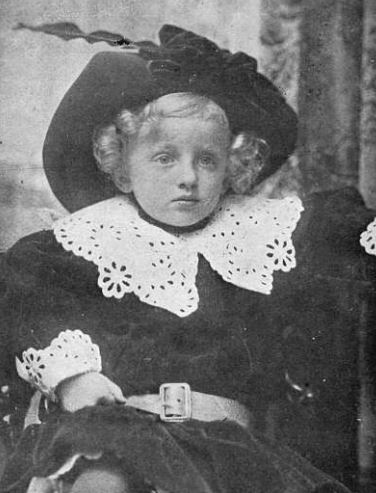
Fill de Manuel de Montoliu (1908)
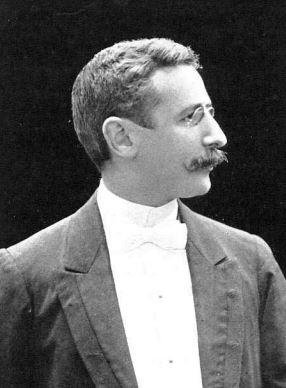
Francesc Carreras (1903)
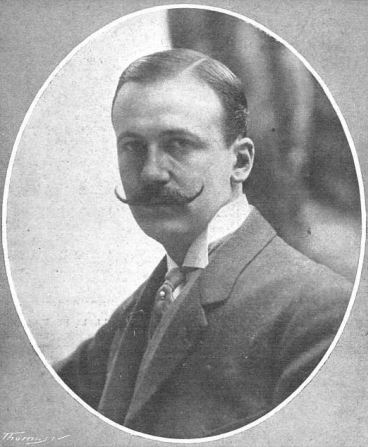
Joan Maria Guasch (1909)
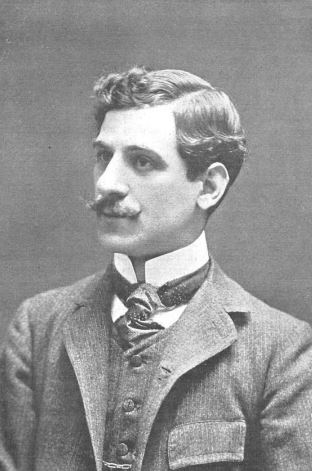
José León Pagano (1904)